# Żośle (stacja kolejowa)
Żośle (lit. Žasliai, ros. Жасляй) – stacja kolejowa w pobliżu miejscowości Żośle, w rejonie koszedarskim, w okręgu kowieńskim, na Litwie. Położona jest na linii Wilno – Kowno.

## Historia

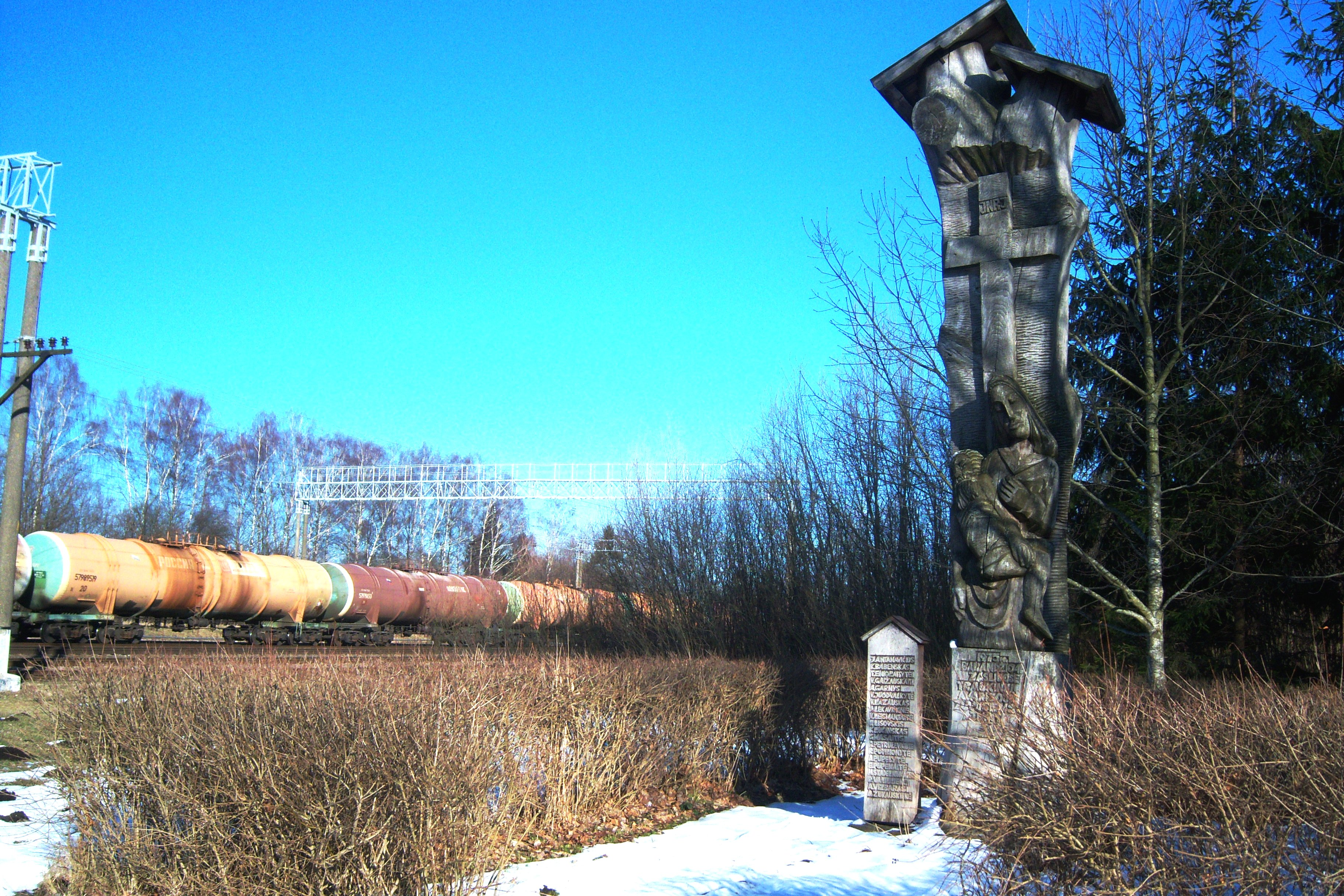
Kapliczka-pomnik upamiętniająca ofiary katastrofy z 4 kwietnia 1975

Stacja powstała w XIX w. na biegnącymi tu w jednym przebiegu kolejami libawsko-romeńską i Wierzbołów-Wilno. Żośle położone były pomiędzy stacjami Koszedary i Jewie.
O godzinie 17:35 4 kwietnia 1975 miała tu miejsce najtragiczniejsza w historii kolei na Litwie katastrofa kolejowa. Pociąg osobowy relacji Wilno – Kowno, niezatrzymujący się w Żoślach, uderzył w wystającą na sąsiedni tor, z powodu złego ustawienia oczekującego pociągu towarowego, cysternę z paliwem. Wagony uległy pożarowy, w tym jeden z wagonów, który utknął w cysternie, spłonął doszczętnie. Oficjalnie zginęło 20 osób i ponad 80 zostało rannych. Liczba zmarłych mogła być zaniżona przez komunistyczne władze, które nie chciały rozgłosu. Dodatkowo wysoka temperatura pożaru, spowodowała, że szczątek wielu osób nie można było rozpoznać. Na większą liczbę ofiar wskazywali m.in. świadkowie zdarzenia. 31 sierpnia 1991 przy stacji postawiono kapliczkę-pomnik upamiętniającą ofiary katastrofy.
Na stacji i w jej okolicach jeszcze dwukrotnie zdarzały się wypadki pociągów pasażerskich. W 1998 i w 2003 doszło do wykolejeń składów. Oba wypadki spowodowane były złym stanem torowiska i nie spowodowały ofiar w ludziach.